# 科罗拉多大学系统
科羅拉多大學（英語：University of Colorado，UC）是科羅拉多州的公立大學系統，由四個校區組成：科羅拉多大學博爾德分校、科羅拉多大學科羅拉多泉分校、位於丹佛市中心的科羅拉多大學丹佛分校和位於奧羅拉的安舒茨醫學校區。它由科羅拉多大學選舉產生的九人董事會管理。

## 校区
- 科羅拉多大學博爾德分校（CU Boulder）是科羅拉多大學系統在科羅拉多州博爾德市的旗艦大學。該大學成立於 1876 年，擁有 33,000 多名本科生和研究生[4]。它通過其九所學院和學校提供 150 多個研究領域的 2,500 多門課程。
- 科羅拉多大學科羅拉多泉分校（英语：University of Colorado Colorado Springs）（UCCS）是三個校區中發展最快的，本科和研究生人數約為 12,000 名。它通過所属的六所學院提供 45 個學士、22 個碩士和 5 個博士學位課程[5]。
- 科羅拉多大學丹佛分校（CU Denver）是科羅拉多州最大的研究型大學，每年吸引超過 4.2 億美元的研究經費，授予的碩士學位比科羅拉多州的任何其他機構都多。校園提供了一個城市學習中心，在八所學校和學院提供文科和理科以及專業課程。该校位於丹佛市中心，招收超過 15,000 名學生[6]。
- 科羅拉多大學安舒茨醫學校區（英语：Anschutz Medical Campus）（CU Anschutz）擁有六所健康科學專業學院以及廣泛的研究和臨床護理設施，包括科羅拉多大學醫院、科羅拉多兒童醫院和安舒茨健康中心。 CU Anschutz 有 4,300 多名學生[6]。

## 外部連結
- 维基共享资源上的相關多媒體資源：科罗拉多大学系统
- 维基文库中的相關文獻：Portal:University of Colorado
- 官方網站 （页面存档备份，存于）